# Ebrima Singhateh
Ebrima Singhateh (* 10. září 2003 Brikama) je gambijský profesionální fotbalista, který hraje na pozici útočníka za český klub MFK Karviná a za gambijský národní tým do 20 let.

## Klubová kariéra
V lednu 2022 se Singhateh stal hráčem estonského prvoligového klubu Paide Linnameeskond, kde strávil úspěšný půl rok po příchodu z gambijského Realu de Banjul. Ve čtvrtém týmu nejvyšší estonské soutěže Singhateh nastupoval převážně z lavičky. Navzdory nízké minutáži v lize, 824 minut, vstřelil devět branek. S Paide oslavil vítězství v estonském poháru. V létě 2022 si zahrál i v předkole Evropské konferenční ligy, proti Dinamu Tbilisi v prodloužení druhého zápasu proměnil pokutový kop a poslal duel do penaltového rozstřelu.
Singhateh přestoupil v létě 2022 z estonského Paide do pražské Slavie. Sezónu 2022/23 strávil ve slávistické rezervě.
V létě 2023 zamířil na hostování do druholigové Vlašimi. Singhateh na podzim ve Vlašim nastoupil do osmnácti druholigových a dvou pohárových zápasů. Celkem se mu podařilo vstřelit devět branek.
V lednu 2024 bylo jeho hostování ve Vlašimi předčasně ukončeno a obratem odešel na roční hostování do prvoligové Sigmy Olomouc. V české nejvyšší soutěži debutoval 10. února při prohře 0:2 se Slovanem Liberec. Ve zbytku jarní části sezony pravidelně nastupoval a 6. dubna vstřelil svůj první gól v dresu Sigmy, a to při prohře 2:3 se Zlínem. V Olomouci nastoupil do 10 utkání.
V létě 2024 bylo jeho roční hostování v Sigmě Olomouc ukončeno, gambijský útočník se nezapojil do přípravy a vedení klubu s ním ukončilo kontrakt. Následně Singateh přestoupil ze Slavie do Karviné.

## Reprezentační kariéra
V zimě 2023 se s gambijskou reprezentací U20 zúčastnil Afrického poháru národů do 20 let a Mistrovství světa U20. Zasáhl celkem do sedmi utkání, ale gól nevstřelil.